# Rąbień
Rąbień is een dorp in de Poolse woiwodschap Łódź. De plaats maakt deel uit van de gemeente Aleksandrów Łódzki.